# Josef Wagast
Josef Wagast (* 12. März 1881 in Eisenstadt; † 14. Mai 1946 ebenda) war ein ungarisch-österreichischer römisch-katholischer Geistlicher, Lehrer, Polizist, Politiker (SDAP) und Magistratsdirektor. Wagast war verheiratet und von 1922 bis 1923 Abgeordneter zum Burgenländischen Landtag sowie dessen Dritter Präsident.

## Leben

### Jugend
Josef Wagast wurde als Sohn des Hausbesitzers und städtischen Oberbergmeisters sowie Spitalsverwalters Josef Wagast aus Eisenstadt geboren. Er besuchte die Volksschule in Eisenstadt und absolvierte seine weitere Schulbildung am Gymnasium der Benediktiner in Sopron bzw. Győr, wobei er 1899 maturierte.

### Beruf
Wagast studierte katholische Theologie in Győr und empfing am 14. Juli 1903 die Priesterweihe. Er war in der Folge als Religionslehrer in Raab und Kaplan in Eisenstadt tätig, zudem war er Militärgeistlicher und bis zum 27. Juni 1914 Professor für Deutsch an der Honvéd-Realschule in Sopron. Er wurde am 27. Juni 1914 vom Dienst befreit und in den zeitlichen Ruhestand versetzt. Ab dem 2. Juli 1914 arbeitete Wagast als Polizeischreiber in Budapest, des Weiteren studierte er an der örtlichen Universität, wobei er sein Studium 1917 mit dem akademischen Grad Dr. rer. pol. abschloss. Danach arbeitete er ab dem 19. Oktober 1917 als Polizeikonzipient und wurde am 12. November 1918 zum Polizeihauptmann der Budapester Staatspolizei ernannt. Während der Rätezeit fungierte Wagast als Stadthauptmann und war Chef der politischen Detektivabteilung, nach der Machtübernahme Horthys wurde er zu zwei Jahren Haft verurteilt. Wagast floh jedoch nach 17 Monaten Haft aus dem Gefängnis und fand als  Buchhalter einer Möbelfabrik Arbeit in Wöllersdorf.

### Nach der Flucht
Wagast, der bereits 1918 Luise Laplace geheiratet hatte, wohnte nach seiner Flucht nach Österreich zunächst bei seiner Schwester in Wiener Neustadt. Er war bis 1925 römisch-katholischen Glaubens und trat 1932 der altkatholischen Kirche bei. Wagast gehörte zwischen 1922 und 1924 Landesparteikontrolle an und vertrat die Sozialdemokratische Arbeiterpartei zwischen dem 15. Juli 1922 und dem 13. November 1923 im Burgenländischen Landtag, wobei er während dieser Zeit auch Dritter Landtagspräsident war. Zudem wirkte er als Stadtrat in Eisenstadt und war darüber hinaus vom 1. Dezember 1923 bis zum 31. März 1938 Magistratsdirektor der Freistadt Eisenstadt. Er trat 1933 der Vaterländischen Front bei und war Chef des Nachrichtendienstes. Nach dem Ende des Zweiten Weltkriegs war er erneut bis zum 1. Mai 1945 Magistratsdirektor.